# Andrzej Horoś
Andrzej Horoś (ur. 1940, zm. 7 lipca 2018 w Warszawie) – polski kajakarz, wielokrotny mistrz i reprezentant Polski.

## Życiorys
Kajakarstwo uprawiał w latach 1956–1970 reprezentując w tym czasie barwy klubów Sparta Warszawa, Zawisza Bydgoszcz oraz Spójnia Warszawa. Jego trenerem był uznany szkoleniowiec Stanisław Zantara. Jako zawodnik Horoś między innymi 12-krotnie zdobywał tytuł mistrza Polski.  

## Wybrane odznaczenia
- Odznaka „Mistrz Sportu”[1]